# Fernanda Venturini
Fernanda Porto Venturini (* 24. Oktober 1970 in Araraquara, São Paulo) ist eine ehemalige brasilianische Volleyballspielerin.

## Karriere
Venturini nahm mit der brasilianischen Nationalmannschaft zwischen 1988 und 2004 viermal an Olympischen Spielen teil und gewann dabei 1996 in Atlanta die Bronzemedaille. Außerdem wurde sie 1994 Vizeweltmeisterin und siegte 1994, 1996 sowie 2004 beim Volleyball World Grand Prix.
Während ihrer langen Karriere spielte die Zuspielerin bei mehreren brasilianischen Spitzenvereinen, mit denen sie zahlreiche nationale Meisterschaften sowie einige Südamerikameisterschaften gewann. 1991 und 1994 wurde sie außerdem Klub-Weltmeisterin. Bei ihrem einzigen europäischen Engagement wurde Venturini 2007 mit CAV Murcia 2005 spanische Meisterin und Pokalsiegerin.
Venturini wurde bei verschiedenen nationalen und internationalen Wettbewerben vielfach individuell ausgezeichnet („Wertvollste Spielerin“ (MVP), „Beste Zuspielerin“).
2022 wurde Fernanda Venturini in die „Volleyball Hall of Fame“ aufgenommen.

## Privates
Venturini war von 1999 bis 2020 mit dem brasilianischen Nationaltrainer Bernardo Rezende verheiratet, mit dem sie zwei Töchter hat.